# Сольмс-Зонневальде, Виктор Фридрих фон
Граф Виктор Фридрих фон Сольмс-Зонневальде (Зольмс-Зонневальде, Сольмс; нем. Victor Friedrich von Solms-Sonnenwalde; 16 сентября 1730 — 24 декабря 1783, Берлин) — прусский посол в России (1762–1779), александровский кавалер (1765).

## Биография
Родился в 1730 году в семье саксонского камергера графа Отто Вильгельма Сольмс-Зонненвальде и его жены Доротеи Сабины фон Арним. Его дедом по матери был Георг фон Арним-Бойценбург (1679—1753), первый министр короля Пруссии Фридриха Великого, который в значительной степени занимался его воспитанием.
Получил образование во Франкфуртском и Лейпцигском университетах, после чего поступил на прусскую дипломатическую службу. В 1755 году был назначен прусским послом в Швеции. В 1757 году был отозван из Стокгольма.
В 1762 году был отправлен послом в Россию, где Екатерина Великая свергла своего мужа, Петра III. Сольмс-Зонневальде должен был заменить предыдущего посла, фон дер Гольца, который пользовался расположением Петра III и был в неприязненных отношениях с Екатериной. Сольмс-Зонневальде, в отличие от предшественника, сумел выстроить с императрицей Екатериной  хорошие отношения. Он оставался в Санкт-Петербурге 17 лет. Уже в 1764 году  (всего через четыре года после взятия Берлина русскими войсками в ходе Семилетней войны) при активном участии Сольмс-Зонневальде был заключён союзный договор между Россией и Пруссией, за что императрица Екатерина II наградила его орденом Александра Невского (1765).
Сольмс-Зонневальде также активно участвовал в подготовке Первого раздела Польши, за что получил от короля Пруссии орден Чёрного орла.
В 1779 году вышел в отставку с должности посла (официально — по состоянию здоровья, неофициально — из-за высоких представительских расходов, которые не покрывались посольским жалованием, просьбы о повышении которого были безуспешны) и вернулся в Пруссию.
Скончался фон Сольмс-Зонневальде в 1783 году.